# Jamal al-Din al-Afghani
Jamal al-Din al-Afghānī (in arabo جمال الدين الأفغاني‎?; Distretto di Asadabad, 1838-39 – Istanbul, 9 marzo 1897) è stato un teologo iraniano, di religione islamica.
Molto probabilmente, fu il massimo riformatore che il mondo islamico abbia avuto in tutto il XIX secolo.

## Biografia
Di lui non si conosce con esattezza il luogo di nascita e se la sua nisba farebbe pensare per l'appunto a un afghano, non manca chi pensa che egli fosse in realtà persiano, forse per il pregiudizio che vorrebbe la Persia come un paese di altissima cultura e l'Afghanistan, invece, come un paese di rudi e incolti montanari e allevatori.
A suo dire egli era nato nell'afghana Asʿadābād (distretto di Kunar) nell'anno dell'Egira 1254 (1838/39), da una famiglia discendente dal quarto califfo ʿAlī ibn Abī Ṭālib, primo Imam sciita ma il fatto che egli, nei suoi scritti, a volte facesse riferimento ad Asadābād, in Persia, presso Hamadān, farebbe capire che egli stesso non avesse intenzione (per motivi che possiamo solo ipotizzare) di fornire elementi storici precisi circa la sua origine (tant'è vero che non si sa con certezza se fosse afghano o, come sostengono alcuni, persiano).
Sta di fatto che egli passò la sua gioventù a Kabul e qui studiò, passando un anno anche in India per completare i suoi studi (paese di riferimento per gli Afghani in cui la lingua persiana rappresenta il principale veicolo di cultura religiosa e scientifica), effettuando nel 1857 a Mecca il suo primo hajj.
Entrò poi al servizio d'un signore locale, Dūst Muhammad Khān, ma alla sua morte appoggiò le pretese di un figlio di questi, che perse tuttavia nel conflitto che ebbe con un suo fratello, sì da indurre Jamāl al-Dīn al-Afghānī a lasciare il paese con la scusa di voler effettuare di nuovo un hajj nel 1869.
Jamāl al-Dīn si recò prima in India, quindi in Egitto e infine a Istanbul, capitale ottomana. La sua fama era già tale che qui egli tenne alcune conferenze, alcune delle quali nella moschea di Aya Sofya, usualmente destinata a ospitare dibattiti filosofici e teologici.
Accusato di "razionalismo"  Jamāl al-Dīn si recò allora in Egitto dove rimase per 9 anni. In questo paese la sua influenza sulla gioventù fu enorme. A lui e al suo insegnamento si legarono infatti assai presto personaggi della caratura di Muhammad ʿAbduh e Saʿd Zaghlūl, il primo destinato a diventare più tardi shaykh di al-Azhar e il secondo il principale esponente del movimento nazionalista e indipendentista egiziano, nonché fondatore dell'importante partito politico del Wafd.
Nel 1878 Jamāl al-Dīn al-Afghānī entrò nella massoneria, dapprima in quella di rito scozzese antico ed accettato e poi in quella legata al Grande Oriente di Francia. In questo periodo massimo fu il suo impegno - espresso in articoli, dibattiti e conferenze affollatissime - perché fosse possibile attuare nel Paese un autentico parlamentarismo politico di stampo occidentale. Il fatto che la Gran Bretagna ostacolò un simile processo anziché agevolarlo restò per sempre una colpa di cui Londra (e tutta l'Europa in casi similari a quello egiziano) si sarebbe dovuta assumere per intero la responsabilità, alla luce dei successivi gravissimi sviluppi.
Le sue continue esortazioni perché il mondo islamico tutto si risvegliasse dal suo torpore culturale e perché si ponesse mano senza indugio alle necessarie profonde riforme che i tempi esigevano, gli mosse contro l'opinione pubblica dei religiosi musulmani più conservatori e la classe dirigente egiziana totalmente asservita alla Gran Bretagna. Quest'ultima, temendo che la situazione politica stesse per degenerare, lo fece espellere dall'Egitto nel settembre del 1879.
Jamāl al-Dīn al-Afghānī fu allora costretto a tornare in India e le autorità britanniche locali lo obbligarono a risiedere a Calcutta mentre in Egitto si sviluppava il movimento patriottico dell'ufficiale nazionalista ʿUrābī Pascià. Nel 1882 è fondamentale, per le sorti del riformismo islamico, l'incontro a Parigi con l'egiziano Muhammad Abduh che ne diventerà discepolo. Con Abduh, Jamāl al-Dīn al-Afghānī iniziò a Parigi la pubblicazione di una rivista in arabo intitolata al-Urwah al-Wuthqa (Il Legame Indissolubile) nel 1884; il titolo (in arabo: العروة الوثقى), variamente tradotto come "il più saldo appiglio", è una citazione dal Corano – capitolo 2, verso 256.